# San Antonio Sinicahua
San Antonio Sinicahua är en kommun i Mexiko.   Den ligger i delstaten Oaxaca, i den sydöstra delen av landet, 300 km sydost om huvudstaden Mexico City.
Följande samhällen finns i San Antonio Sinicahua:
- Buenavista
- San José
- La Unión
- San Isidro Siniyuco
- Jayucunino